# L'Âme-Stram-Gram
L'Âme-Stram-Gram è il primo singolo dell'album Innamoramento della cantautrice francese Mylène Farmer, pubblicato il 9 marzo 1999.
Quest'ultimo segna il ritorno di Mylène Farmer dopo quattro anni dal suo precedente album Anamorphosée: la traccia presenta un sound pop-elettronico con influenze orientali ed un ritmo danzereccio. Il testo è un insieme di doppi sensi che nascondono, dietro delle parole abbastanza infantili, un significato erotico.
Il video è uno dei cortometraggi più costosi della sua carriera (quasi 900.000 euro di budget utilizzati) ed è stato girato a Pechino dal regista Ching Siu-Tung. Nel video possiamo vedere due Mylène che, a causa di una banda di barbari, saranno divise, ma allo stesso tempo riunite, dalla morte.
Il singolo arriva alla 2ª posizione nella single chart francese vendendo circa 220 000 copie (di cui 125.000 certificano il singolo disco d'argento).

## Versioni ufficiali
1. L'Âme-Stram-Gram (Single Version) (4:20)
2. L'Âme-Stram-Gram (L.A. Instrumental) (4:20)
3. L'Âme-Stram-Gram (Perky Park Pique Dames Club Mix) (6:35)
4. L'Âme-Stram-Gram (Perky Park Pique D'âme Club Mix) (6:50)
5. L'Âme-Stram-Gram (Lady Bee by Lady B's Remix ) (6:25)
6. L'Âme-Stram-Gram (Full Intention Sultra mix) (7:57)
7. L'Âme-Stram-Gram (Version Live 00) (6:00)
8. L'Âme-Stram-Gram (Version Live 09) (5:27)

## Classifiche

### Classifiche settimanali
| Classifica (1999) | Posizione massima |
| ----------------- | ----------------- |
| Belgio Vallonia   | 9                 |
| Francia           | 2                 |

### Classifiche di fine anno
| Classifica (1999) | Posizione |
| ----------------- | --------- |
| Belgio Vallonia   | 53        |
| Francia           | 58        |